# USS Muskallunge (SS-262)
USS Muskallunge (SS-262) là một tàu ngầm lớp Gato từng phục vụ cùng Hải quân Hoa Kỳ trong Chiến tranh Thế giới thứ hai. Nó là chiếc tàu chiến duy nhất của Hải quân Hoa Kỳ được đặt cái tên này, theo tên loài cá musky. Nó đã phục vụ trong suốt Thế chiến II, thực hiện tổng cộng bảy chuyến tuần tra, đánh chìm một tàu buôn Nhật Bản với tải trọng 7.163 tấn. Được cho ngừng hoạt động sau khi xung đột chấm dứt vào năm 1947, nó được huy động trở lại để tiếp tục phục vụ trong giai đoạn Chiến tranh Lạnh vào năm 1956, rồi chuyển cho Brazil để tiếp tục hoạt động như là chiếc Humaitá (S14). Con tàu cuối cùng được hoàn trả cho Hoa Kỳ và bị đánh chìm như một mục tiêu vào năm 1968. Muskallunge được tặng thưởng năm Ngôi sao Chiến trận do thành tích phục vụ trong Thế Chiến II.

## Thiết kế và chế tạo
Lớp tàu ngầm Gato được thiết kế cho mục đích một tàu ngầm hạm đội nhằm có tốc độ trên mặt nước cao, tầm hoạt động xa và vũ khí mạnh để tháp tùng hạm đội chiến trận. Con tàu dài 311 ft 9 in (95,02 m) và có trọng lượng choán nước 1.525 tấn Anh (1.549 t) khi nổi và 2.424 tấn Anh (2.463 t) khi lặn. Chúng trang bị động cơ diesel dẫn động máy phát điện để cung cấp điện năng cho bốn động cơ điện, đạt được công suất 5.400 shp (4.000 kW) khi nổi và 2.740 shp (2.040 kW) khi lặn, cho phép đạt tốc độ tối đa 21 hải lý trên giờ (39 km/h) và 9 hải lý trên giờ (17 km/h) tương ứng. Tầm xa hoạt động là 11.000 hải lý (20.000 km) khi đi trên mặt nước ở tốc độ 10 hải lý trên giờ (19 km/h) và có thể hoạt động kéo dài đến 75 ngày và lặn được sâu tối đa 300 ft (90 m).
Lớp tàu ngầm Gato được trang bị mười ống phóng ngư lôi 21 in (530 mm), gồm sáu ống trước mũi và bốn ống phía phía đuôi tàu, chúng mang theo tối đa 24 quả ngư lôi. Vũ khí trên boong tàu gồm một hải pháo 3 inch/50 caliber, và thường được tăng cường một khẩu pháo phòng không Bofors 40 mm nòng đơn và một khẩu đội Oerlikon 20 mm nòng đôi, kèm theo súng máy .50 caliber và .30 caliber. Tiện nghi cho thủy thủ đoàn bao gồm điều hòa không khí, thực phẩm trữ lạnh, máy lọc nước, máy giặt và giường ngủ cho hầu hết mọi người, giúp họ chịu đựng cái nóng nhiệt đới tại Thái Bình Dương cùng những chuyến tuần tra kéo dài đến hai tháng rưỡi.
Muskallunge được đặt lườn tại xưởng tàu của hãng Electric Boat Company ở Groton, Connecticut vào ngày 7 tháng 4, 1942. Nó được hạ thủy vào ngày 13 tháng 12, 1942, được đỡ đầu bởi bà Merritt D. Graham, và được cho nhập biên chế cùng Hải quân Hoa Kỳ vào ngày 15 tháng 3, 1943 dưới quyền chỉ huy của Hạm trưởng, Thiếu tá Hải quân Willard A. Saunders.

## Lịch sử hoạt động

### 1943
Sau khi hoàn tất việc chạy thử máy huấn luyện tại các vùng biển ngoài khơi New London, Connecticut và Newport, Rhode Island, Muskallunge chuẩn bị để được điều động sang khu vực Mặt trận Thái Bình Dương. Nó khởi hành từ Căn cứ Tàu ngầm Hải quân New London, băng qua kênh đào Panama và đi đến Trân Châu Cảng vào ngày 7 tháng 8, 1943. Tại vùng biển quần đảo Hawaii, nó tham gia vào việc thừ nghiệm những ngư lôi Kiểu 14 mà tàu ngầm chị em Tinosa (SS-283) mang trở về sau chuyến tuần tra, khi nhiều đã đã đánh trúng mục tiêu mà không kích nổ hay chạy loạn xạ mất phương hướng. Muskallunge đã phóng ba quả ngư lôi vào vách đá tại bờ biển đảo Kahoolawe, hai trong số chúng đã kích nổ; quả thứ ba được vớt để kiểm tra, và phát hiện ra khiếm khuyết trong cơ cấu kích hoạt ngòi nổ tiếp xúc, điều khiến cho ngư lôi Kiểu 14 kém hiệu quả tác chiến trong suốt một năm rưỡi đầu tiên của cuộc chiến tranh.

#### Chuyến tuần tra thứ nhất
Rời Trân Châu Cảng vào ngày 7 tháng 9 cho chuyến tuần tra đầu tiên tại khu vực quần đảo Palau, Muskallunge mang theo kiểu ngư lôi điện lần đầu tiên được phóng từ một tàu ngầm Hoa Kỳ. Trong hai lượt tấn công, nó đã gây hư hại cho một tàu chở hành khách và một tàu buôn, rồi quay trở về Trân Châu Cảng vào ngày 25 tháng 10.

#### Chuyến tuần tra thứ hai
Trong chuyến tuần tra thứ hai từ ngày 27 tháng 11 đến ngày 21 tháng 1, 1944, Muskallunge hoạt động tại khu vực Tây quần đảo Caroline và phía Nam đảo Guam. Nó đã phóng ngư lôi đánh trúng vầ gây hư hại cho một tàu chở dầu và hai tàu buôn. Sau khi kết thúc chuyến tuần tra tại Trân Châu Cảng, nó tiếp tục quay về vùng bờ Tây để được đại tu tại Xưởng hải quân Mare Island.

### 1944

#### Chuyến tuần tra thứ ba
Hoàn tất công việc trong xưởng tàu, Muskallunge đi đến Trân Châu Cảng và lên đường vào ngày 30 tháng 4 cho chuyến tuần tra thứ ba. Vào tháng 6, nó tham gia cùng tám tàu ngầm khác trong hoạt động tuần tra nhằm đánh chặn hạm đội đối phương đang hướng đến khu vực quần đảo Mariana, gián tiếp góp phần vào thắng lợi của Trận chiến biển Philippine. Nó kết thúc chuyến tuần tra khi đi đến Fremantle, Australia vào ngày 4 tháng 7.

#### Chuyến tuần tra thứ tư và thứ năm
Rời Fremantle vào ngày 1 tháng 8, Muskallunge cùng với tàu ngầm chị em Flier (SS-250) hướng sang khu vực biển Đông cho chuyến tuần tra thứ tư. Ngoài khơi Đông Dương thuộc Pháp vào ngày 21 tháng 8, nó đã phóng ngư lôi đánh chìm chiếc tàu chở hành khách Durban Maru (7.163 tấn), và sau đó bị những tàu hộ tống phản công với nhiều quả mìn sâu. Chiếc tàu ngầm quay về Fremantle vào ngày 22 tháng 9 để được tái trang bị.
Trong chuyến tuần tra thứ năm tiếp theo từ ngày 19 tháng 10 đến ngày 14 tháng 12 tại phía Tây eo biển Palawan, không bắt gặp mục tiêu nào phù hợp. Nó quay về Trân Châu Cảng để kết thúc chuyến tuần tra, rồi khởi hành vào ngày 16 tháng 12 để đi sang vùng bờ Tây, và tiếp tục được đại tu tại Xưởng hải quân Mare Island.

### 1945

#### Chuyến tuần tra thứ sáu
Sau khi quay trở lại Trân Châu Cảng vào ngày 9 tháng 4, 1945, Muskallunge khởi hành vào ngày 26 tháng 4 cho chuyến tuần tra thứ sáu tại vùng biển ngoài khơi Đài Loan. Nó chủ yếu làm nhiệm vụ tìm kiếm và giải cứu hỗ trợ cho các cuộc không kích xuất phát từ Philippines xuống các mục tiêu tại Đài Loan và Trung Quốc. Sau khi hoàn thành nhiệm vụ, nó đi ngang qua Saipan để quay trở về căn cứ Midway, đến nơi vào ngày 15 tháng 6.

#### Chuyến tuần tra thứ bảy
Chuyến tuần tra thứ bảy, cũng là chuyến cuối cùng, bắt đầu vào ngày 30 tháng 7, khi Muskallunge khởi hành để hướng sang vùng biển quần đảo Kuril phía Bắc Nhật Bản. Vào ngày 8 tháng 8, nó tấn công nhiều tàu nhỏ trong hoàn cảnh sương mù, gây hư hại cho hai chiếc; tuy nhiên hỏa lực bắn trả của đối phương đã khiến một thủy thủ tử trận và hai người khác bị thương. Sau khi Nhật Bản chấp nhận đầu hàng vào ngày 15 tháng 8 giúp chấm dứt vĩnh viễn cuộc xung đột, nó được lệnh đi đến vịnh Tokyo, và đã chứng kiến lễ ký kết chính thức văn kiện đầu hàng trên thiết giáp hạm Missouri (BB-63) vào ngày 2 tháng 9.
Sang ngày hôm sau, Muskallunge lên đường quay trở về vùng bờ Đông ngang qua Trân Châu Cảng và kênh đào Panama. Về đến Căn cứ Tàu ngầm Hải quân New London, nó hoạt động cùng Hạm đội Đại Tây Dương cho đến khi được cho xuất biên chế vào ngày 29 tháng 1, 1947, và được đưa về Hạm đội Đại Dự bị Tây Dương.

### Humaitá(S14)
Được cho tái biên chế trở lại vào ngày 31 tháng 8, 1956, Muskallunge được tân trang và hiện đại hóa; rồi xuất biên chế vào ngày 18 tháng 1, 1957 đồng thời chuyển giao cho Brazil trong khuôn khổ Chương trình Viện trợ Quân sự. Con tàu phục vụ cùng Hải quân Brazil như là chiếc Humaitá (S14), tên được đặt theo trận chiến Hành lang Humaitá trong cuộc Chiến tranh Paraguay, cho đến khi được hoàn trả cho Hoa Kỳ vào tháng 3, 1968. Tên nó được cho rút khỏi danh sách Đăng bạ Hải quân Hoa Kỳ trước đó vào ngày 1 tháng 12, 1967, và con tàu bị đánh chìm như một mục tiêu ngoài khơi Long Island, New York vào ngày 9 tháng 7, 1968.

## Phần thưởng
Muskallunge được tặng thưởng năm Ngôi sao Chiến trận do thành tích phục vụ trong Thế Chiến II. Nó được ghi công đã đánh chìm một tàu buôn Nhật Bản với tải trọng 7.163 tấn.
|  |             |  |
|  | Silver star |  |

| Dãi băng Hoạt động Tác chiến  |                                                                         |                                      |
| Huân chương Chiến dịch Hoa Kỳ | Huân chương Chiến dịch Châu Á-Thái Bình Dương với 5 Ngôi sao Chiến trận | Huân chương Chiến thắng Thế Chiến II |